# ECW World Tag Team Championship
Het ECW World Tag Team Championship was een professioneel worstelkampioenschap voor tag-teams in Extreme Championship Wrestling (ECW). Dit titel werd geïnduceerd in National Wrestling Alliance (NWA) dat samengehouden werd met de Eastern Championship Wrestling in 1992 maar werd in 1994 overgenomen door ECW.

## Geschiedenis
Het NWA ECW Tag Team Championship was geïntroduceerd op 23 juni 1992 in Eastern Championship Wrestling en National Wrestling Alliance (NWA). In september 1994, Eastern Championship Wrestling splitste zich af van de National Wrestling Alliance en de naam werd veranderd in Extreme Championship Wrestling. De naam van de titel werd veranderd in ECW World Tag Team Championship, een wereldtitel voor tag-teams. De titel werd verder verdedigd tot eind april 2001, wanneer ECW failliet ging. In 2006, World Wrestling Entertainment (WWE) herlanceerde de ECW als een WWE brand dat actief was tot 2010. Tijdens de eerste jaren van de herlancering, Dusty Rhodes wilde de ECW World Tag Team Championship heroprichten, hoewel de titel nooit werd geactiveerd.

## Statistieken
| Record               | Recordhouder                                                 | Recordgegevens | Opmerkingen |
| -------------------- | ------------------------------------------------------------ | -------------- | ----------- |
| Meeste titels        | The Dudley Boyz                                              | 8              |             |
| Langste titelperiode | The Super Destroyers                                         | 283 dagen      |             |
| Kortste titelperiode | The Super Destroyers Raven & Stevie Richards The Dudley Boyz | <1 dag         |             |
| Oudste kampioen      | Kevin Sullivan                                               | 44 jaar        |             |
| Jongste kampioen     | Chris Candido                                                | 21 jaar        |             |